# جويس تشو
جويس تشو (بالملايوية: Joyce Chu) هي يوتيوبية ماليزية، ولدت في 7 مارس 1997 في جوهر بهرو في ماليزيا.

## وصلات خارجية
- جويس تشو على موقع IMDb (الإنجليزية)
- جويس تشو على موقع ميوزك برينز (الإنجليزية)
- جويس تشو على موقع قاعدة بيانات الفيلم (الإنجليزية)